# Mihrimah Sultan
Mihrimah Sultan (21 de março de 1522 - 25 de janeiro de 1578) foi uma princesa otomana, filha de Solimão, o Magnífico e de sua esposa legal, Hürrem Sultan. Ela foi a mais poderosa princesa imperial da história do Império Otomano e uma das figuras proeminentes durante o Sultanato das Mulheres.